# Pilosella cymosa
Pilosella cymosa är en örtartad växt som tillhör familjen korgblommiga växter och släktet stångfibblor. Arten, som egentligen består av många småarter, ingår i den informella artgruppen kvastfibblor. Pilosella cymosa har det svenska namnet smalbladig kvastfibbla i en del litteratur, men underarter eller varieteter har också egna svenska namn, under vilka de kan beskrivas i växtfloror och annan litteratur. Dyntaxa har inte smalbladig kvastfibbla som trivialnamn för Pilosella cymosa.
Pilosella cymosa förekommer i Europa och östra Sibirien.

## Underarter och varieteter
Pilosella cymosa anses i Norden förekomma som tre underarter:
Kvastfibbla Pilosella cymosa ssp. cymosa med varieteterna
Styvhårig kvastfibbla Pilosella cymosa var. cymosa
Mjukhårig kvastfibbla Pilosella cymosa var. pubescens
Vätfibbla Pilosella cymosa ssp. gottlandica med varieteterna
Äkta vätfibbla Pilosella cymosa var. gottlandica
Sydbergsfibbla Pilosella cymosa var. parviflora
Blåfibbla Pilosella cymosa ssp. praealta med varieteterna
Äkta blåfibbla Pilosella cymosa var. praealta
Revig blåfibbla Pilosella cymosa var. bauhinii
Tyler (2001) skriver dock "Relativt många av de i naturen förekommande typerna är dock omöjliga att föra till någon bestämd varietet, varför man ofta får nöja sig med en bestämning till underart". Den virtuella floran skriver "Inom gruppen kvastfibblor har omkring ett hundratal småarter skiljts ut vilka brukar sammanföras i arterna [...]. Dessa är dock oklart avgränsade och kan inte särskiljas annat än i typiska exemplar, varför de bör betraktas som ett kollektiv under namnet kvastfibblor."
Kvastfibblan, underarten cymosa, skiljer sig från de båda övriga underarterna genom att ha rikligare stjärnhåriga bladundersidor (de båda övriga har få eller inga stjärnhår).  Varieteten var. cymosa har styva 2–5 mm långa hår på bladen, medan var. pubescens har mjuka, runt 1 mm långa, hår därstädes.
Vätfibblorna har högst sex blomkorgar på den högst 35 cm höga stjälken och saknar stjärnhår på holkfjällen. Skillnaden mellan var. gottlandica och var. parviflora är att den förstnämnda har 6–8 mm långa holkfjäll och 8–13 mm långa blommor, medan den sistnämndas mått är 4–6 mm, respektive 7–10 mm.
Revig blåfibbla (var. bauhiniii) har långa (10–30 cm) långa utlöpare, vilket skiljer den från de kvarvarande tre. Av dessa har var. praealta en 30–80 cm hög stjälk, med 8–20 korgar och har rikligt med stjärnhår på holkfjällen.
Tylers indelning av släktet Pilosella har kritiserats för att bara vara användbar lokalt och vara alldeles för grov - exempelvis av Sigfried Bräutigam och  Werner Greuter: "While his approach has undoubted merit, it is not useful in the context of our Euro-Mediterranean inventory, for at least two obvious reasons. First, extending it southward to cover other areas has yet to be attempted and would predictably result in conflicts of classification, as what is well defined and stable in one area need not be so elsewhere; and second, adopting broadly defined units for organising and storing information inevitably results in loss of valuable chorological and morphological data." Bräutigem och Greuter delar in P. cymosa i tre underarter (cymosa, sabina och vaillantii) och behandlar praealta som en underart av P. piloselloides. Sålunda placeras praealta som en underart till P. piloselloides i Euro-Med. Även på EU-Nomen, Encyclopedia of Life, Catalogue of Life och Cichoriae Portal på European Distrubuted Institute of Taxonomy betraktas praealta som en underart till P. piloselloides.
Underarten gottlandica betraktas internationellt, som bäst, som en synonym till praealta. Tyler skriver själv om gottlandica: "Emellertid förefaller det som om de nordiska formerna i ett europeiskt perspektiv endast utgör extremtyper i en närmast kontinuerlig serie".

## Hybrider
Pilosella cymosa kan hybridisera med flera andra Pilosella. Bland hybriderna märks i Norden kanske speciellt Pilosella × scandinavica som anses vara hybriden P. cymosa ssp. cymosa × P. floribunda (styvhårig kvastfibbla × svenskfibbla) och som kallas nordlig kvastfibbla. Thomas Karlsson (2014) skriver "Växten har sitt ursprung i hybrider mellan kvastfibbla och svenskfibbla men är stabiliserad och uppträder som en art. Den bör därför ha ett binärt vetenskapligt namn".